# Laurent Giovachini
Laurent Giovachini, né le 21 novembre 1961 à Pontivy (Morbihan), est ingénieur général de l'armement. Il est actuellement conseiller du président de Sopra Steria et président de la Fédération Syntec.

## Biographie
Laurent Giovachini est né le 21 novembre 1961 à Pontivy (Morbihan). Il est le fils de Joseph Giovachini, ingénieur, et de Marie-Christine Pascal. Il épouse en 1983 Madeleine Métivier, ingénieur, directeur d’organisme professionnel, avec qui il a 4 enfants : Anne-Claire, Séréna, Thomas et Louis.
Après des études secondaires au lycée Louis-Le-Grand à Paris, Laurent Giovachini est diplômé de l'École polytechnique, promotion 1980, et de l'ENSTA Paris. Il intègre à sa sortie de l'École polytechnique le Corps des ingénieurs de l'armement.
À sa sortie de l'ENSTA en 1985, il rejoint la délégation générale pour l'Armement (DGA) comme chargé d'études à la direction des armements terrestres (1985-1989) et occupe ensuite les postes d'adjoint au chef du bureau recherche, missiles, espaces et de chef du bureau plans-budget à la mission plans programme budget (1989-1991).
En 1991, il est nommé conseiller technique au cabinet du ministre de la Défense Pierre Joxe.
Il retourne à la DGA en 1993, comme directeur des programmes de missiles de croisière (1993-1996). Il rejoint en 1996 Naval Group en tant que secrétaire général , avant d'être nommé au cabinet du Premier ministre Lionel Jospin en 1997 comme conseiller technique pour la défense et les questions industrielles.
Il est nommé en 1999 directeur adjoint du cabinet civil et militaire du ministre de la Défense Alain Richard et remplacé par Isabelle Kocher au cabinet du premier ministre.
Il est ensuite directeur de la coopération et des affaires industrielles (2001-2005), puis directeur des systèmes d'armes à la DGA (2005-2008).Il est nommé adjoint au délégué général pour l'armement, en 2006.  
Il rejoint le cabinet de conseil international AlixPartners en 2009 en tant que Senior Director puis devient président-directeur général de CS Systèmes d'Information en 2011.
Il rejoint Sopra en 2013, qui fusionne avec Steria pour former le groupe Sopra Steria. Il est nommé directeur général adjoint en 2015, puis conseiller du président en 2025. Il préside le conseil d’administration de sa filiale CIMPA depuis 2022.
Laurent Giovachini est également administrateur de Défense conseil international entre 2012 et 2020. Il en assure la présidence par intérim du 1er octobre au 31 décembre 2018.
En 2016, il remplace Jean-Paul Herteman au poste de vice-président du Conseil général de l'armement, fonction qu’il exerce jusqu’en mars 2020.
En 2018, Laurent Giovachini est élu président de la Fédération Syntec. Il rejoint à cette occasion le bureau et le conseil exécutif du MEDEF. Depuis 2019, il préside le comité puis co-préside la commission « Souveraineté et sécurité économiques des entreprises » au sein du MEDEF. Il est réélu à la présidence de la fédération Syntec en 2021 et en 2024.
Il est nommé en mars 2020 président du conseil d'administration de l'ENSTA Paris et administrateur de l'Institut polytechnique de Paris,,,. En mars 2024, il devient également président du conseil d'administration de l'ENSTA Bretagne. A la suite de la fusion de l'ENSTA Paris et de l'ENSTA Bretagne en 2025, il prend la présidence du conseil d'administration de l'ENSTA, entité résultant du regroupement des deux écoles. Il est également administrateur du Fonds de dotation de l'Institut des hautes études de défense nationale (IHEDN) depuis 2024, ainsi qu'administrateur de l'AGPM.

## Distinctions
- Chevalier de l'ordre national du Mérite (8 avril 1998)
- Chevalier de la Légion d'honneur (11 octobre 2002)
- Officier de l'ordre national du Mérite (31 octobre 2005)[14]
- Officier de la Légion d'honneur (31 décembre 2013)

## Publications
- L'Armement français au XXe siècle : Une politique à l'épreuve de l'histoire, Ellipses-Marketing, coll. « Les Cahiers de l'armement », 2000, 203 p. (ISBN 978-2-7298-4864-4).
- Les Nouveaux Chemins de la Croissance : Comment l'industrie de la connaissance va façonner le monde, Dunod, 2021, 135 p.  (ISBN 978-2-10-082881-4)